# 重庆红岩重型汽车博物馆
重庆红岩重型汽车博物馆（英語：Chongqing Hongyan Heavy truck Museum）是一座位于重庆市的汽车主题博物馆，也是重庆市第一家三线建设历史博物馆。馆长是叶权。

## 历史
2021年12月22日建成开馆，位于重庆市大足区双桥经济技术开发区，总面积12886平方米，共有藏品8000余件。三线建设时期，1965年10月1日四川汽车制造厂在此处建厂奠基，1966年6月15日新中国第一辆军用重型越野车红岩CQ260也在这里诞生。1971年7月，CQ260成功升级为CQ261。1984年4月，131辆红岩CQ261参与老山战役武器运输任务。

## 营业时间
- 周二至周日：上午九点半至下午五点半
- 周一闭馆